# Torla-Ordesa
Torla-Ordesa, manchmal auch nur Torla, ist eine aus mehrere verstreut liegenden Weilern (pedanías) und Einzelgehöften (fincas) bestehende nordspanische Berggemeinde (municipio) mit 335 Einwohnern (Stand: 2024) im Norden der Provinz Huesca in der Autonomen Region Aragonien.

## Lage und Klima
Die Dörfer, Weiler und Einzelgehöfte der Gemeinde Torla-Ordesa liegen oberhalb des Río Ara zu Füßen des 3355 m hohen Monte-Perdido-Massivs ca. 95 km (Fahrtstrecke) nordöstlich der Provinzhauptstadt Huesca in einer mittleren Höhe von etwa 1200 m; der Nachbarort Biescas befindet sich etwa 26 km westlich. Das Klima ist gemäßigt; Regen (ca. 885 mm/Jahr) fällt übers Jahr verteilt.

## Bevölkerungsentwicklung
| Jahr      | 1857 | 1900 | 1950 | 2000 | 2017 |
| Einwohner | 591  | 491  | 461  | 317  | 299  |

Die zunehmende Mechanisierung der Landwirtschaft hatte im 20. Jahrhundert einen kontinuierlichen Verlust an Arbeitsplätzen und einen deutlichen Rückgang der Einwohnerzahlen in den meisten Berggemeinden Europas zur Folge.

## Wirtschaft
Früher lebten die Bewohner des Ortes direkt oder indirekt (als Bauern, Landarbeiter oder Handwerker) von der Feld- und Viehwirtschaft. Heute spielt der Tourismus eine wichtige Rolle im Wirtschaftsleben der Berggemeinde.

## Geschichte
Jungsteinzeitliche, keltische, römische, westgotische und maurische Spuren wurden in der Region bislang nicht entdeckt und so ist anzunehmen, dass die einzelnen Orte der heutigen Gemeinde erst im Mittelalter als Rastplätze oder als Zwischenstationen für Hirten und ihre Herden entstanden. Die erste Erwähnung des Ortsnamens stammt aus dem Jahr 1076.

## Sehenswürdigkeiten
Torla

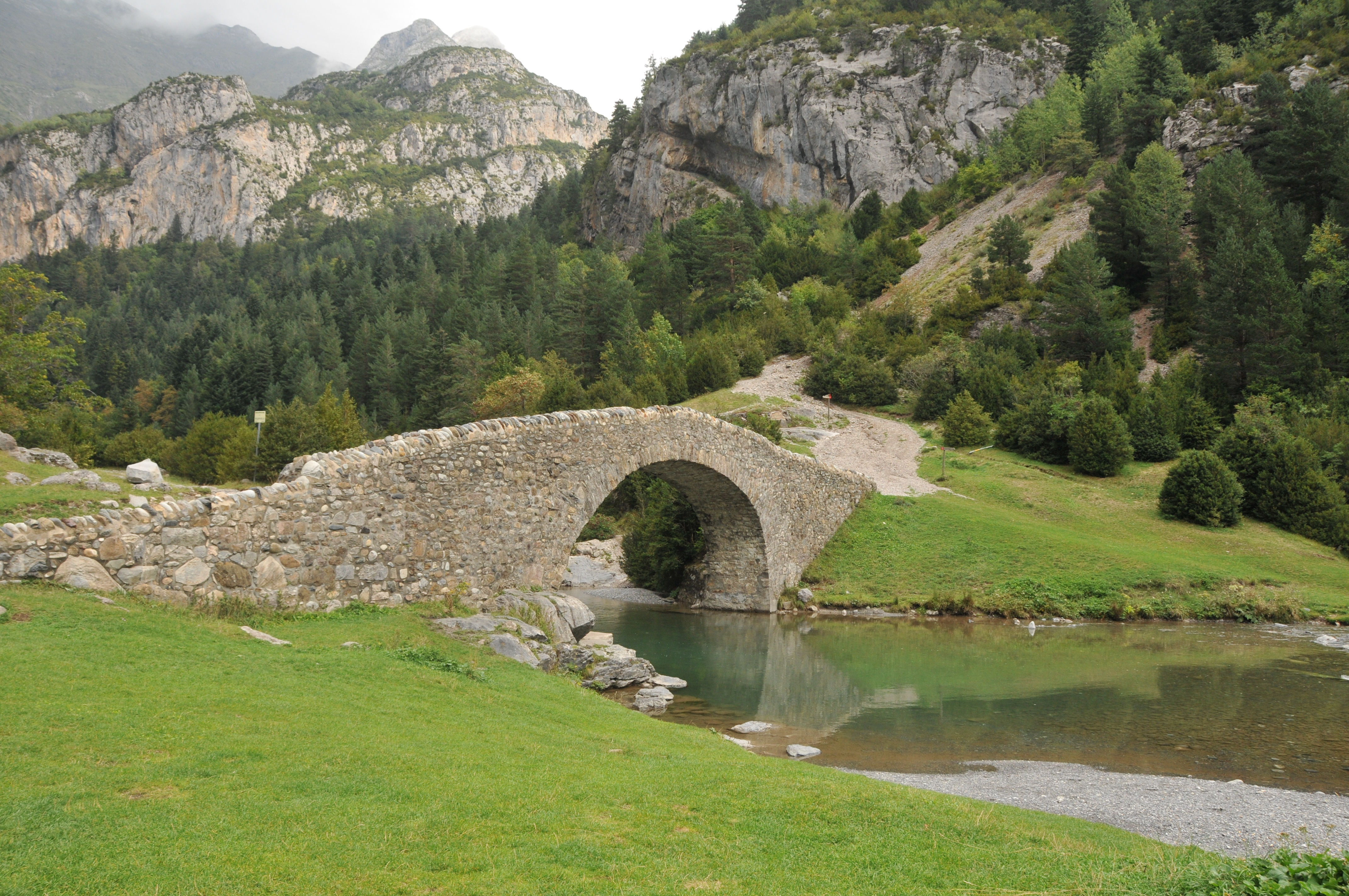
Torla – Puente de Bujaruelo

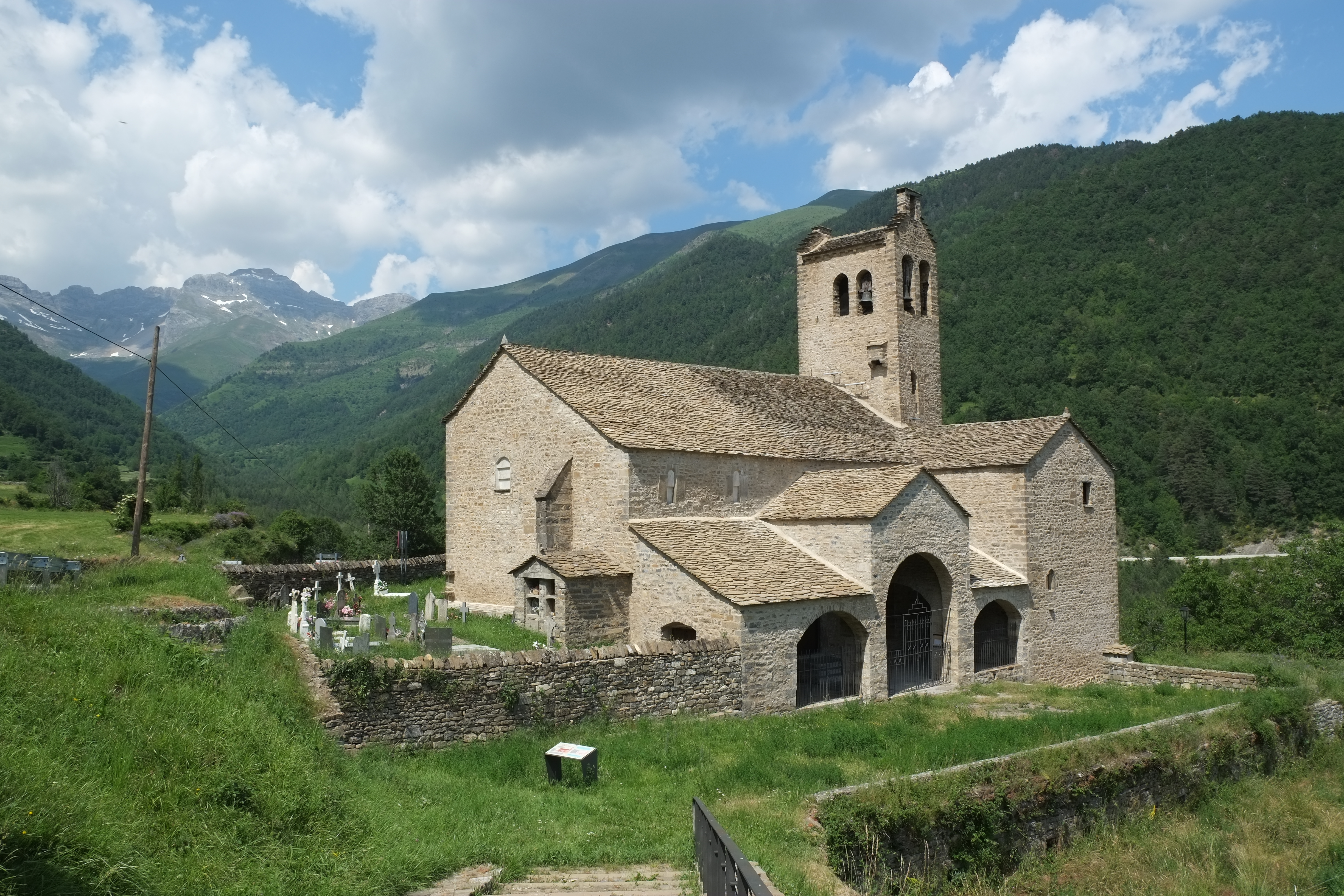
Linas de Broto – Iglesia de San Miguel

- Die Kirche San Salvador hat romanische Ursprünge, doch wurde der gesamte Eingangsbereich im 16./17. Jahrhundert umgestaltet. Der Glockenturm (campanar) dominiert das Äußere der Kirche. Das ebenfalls renovierte Kircheninnere ist dreischiffig; das Mittelschiffsgewölbe verfügt über Stichkappen, die Seitenschiffe haben Kreuzgratgewölbe.[4]
- Die aus Bruchsteinen errichtete Ermita de Santa Ana steht etwa 2 km östlich des Ortes; im Türsturz befindet sich eine Inschrift.
- Die einbogige spätmittelalterliche Steinbrücke Puente de Bujaruelo überspannt den Fluss Ara (42° 41′ 42″ N, 0° 6′ 22″ W).[5]
- Eine weitere sehenswerte, aber zweibogige spätmittelalterliche Steinbrücke (Puente de la Glera) befindet sich im Norden der Gemeinde.[6]
- In der Nähe steht die Ruine der romanischen Kapelle San Nicolás de Bujaruelo oder San Nicolás de Bari.[7]

Linas de Broto
- Die dem Erzengel Michael geweihte Iglesia de San Miguel wurde im 16. Jahrhundert erbaut. Die markante Südvorhalle (portico) entspricht derjenigen von Torla. Die Kirche ist nicht gewölbt, sondern verfügt über einen zum Innenraum hin offenen hölzernen Dachstuhl.[8]